# Ciprian-Florin Luca
Ciprian-Florin Luca (n. 28 martie 1979) este un fost deputat ales în legislatura 2008-2012 din partea Partidului Social Democrat.